# TAPS法
TAPS（タップス）法は、文書やプレゼンテーション等における課題解決型の構成方法である。TAPSフレームワークともいう。

## 概要
TAPS法は、理想の姿と現状のギャップを起点として、プレゼンテーションの構成を考えるフレームワーク。課題に対する解決策の提案という構成にすることで、強い説得力を発揮する。
TAPS法における「TAPS」とは以下の
- T＝To Be（理想）
- A＝As Is（現状）
- P＝Problem（課題）
- S＝Solution（解決策）

の頭文字を取っている。最初に聞き手に関する理想を提示し、次に理想に対する現状を説明、そして理想を実現するにあたっての阻害要因となっている課題を提起し、最後に課題の解決策を提案する。
TAPS法の一番の特徴はプレゼンテーションするアイディアや、商品およびサービスが課題に対する解決策の提案となるように構成することであり、特にビジネスシーンにおいて強い説得力を発揮する。これは商品の価値は使用価値にあり、商品そのものの説明だけでなく、商品によってどのように聞き手の課題を解決するかを提案しているからである。
そのため課題の設定が重要となり、いかに課題が適切なものであるかを主張するために論理的推論や調査の結果が用いられることが多い。
また前半で聞き手に関する理想と現状を説明することで、聞き手はプレゼンテーションに共感しやすく興味を持ちやすい、という特徴もある。

## 具体例
給食のメニューを提案する場合
理想：世界の国々の文化を知る必要がある。
現状：しかし、日本以外の文化をよくわかっていない。
課題：なぜならば世界の文化に接する機会が少ないから。
解決策：月に一度世界の料理を出して多文化理解をしたい。